# جاكوب ميليس
جاكوب ميليس (بالإنجليزية: Jacob Mellis)‏ (8 يناير 1991 بنوتنغهام في المملكة المتحدة - ) هو لاعب كرة قدم بريطاني في مركز الوسط. شارك مع منتخب إنجلترا تحت 16 سنة لكرة القدم ومنتخب إنجلترا تحت 17 سنة لكرة القدم ومنتخب إنجلترا تحت 19 سنة لكرة القدم. أما مع النوادي، فقد لعب مع أولدهام أثلتيك وتشيلسي ونادي بارنسلي ونادي بلاكبول ونادي بوري ونادي ساوثهامبتون.

## وصلات خارجية
- جاكوب ميليس على موقع الاتحاد الأوربي (الإنجليزية)
- جاكوب ميليس على موقع قاعدة بيانات كرة القدم.إي يو (الإنجليزية)
- جاكوب ميليس على موقع Soccerbase.com (لاعب) (الإنجليزية)
- جاكوب ميليس على موقع Soccerway.com (الإنجليزية)
- جاكوب ميليس على موقع عالم كرة القدم.نت (الإنجليزية)